# Nonoka Ozaki
Nonoka Ozaki (in giapponese 尾崎野乃香?; Tokyo, 23 marzo 2003) è una lottatrice giapponese, specializzata nella lotta libera.

## Biografia
Si è messa in mostra ai Giochi olimpici giovanili di Buenos Aires 2018, dove ha conquistato l'oro nei 49 kg.
Ha rappresentato il Giappone ai Giochi olimpici di Parigi 2024, in cui è stata estromessa ai quarti dal tabellone principale del torneo dei 68 kg dalla kirghisa Meerim Zhumanazarova, dopo aver superato la venezuelana Soleymi Caraballo agli ottavi; ai ripescaggi ha sconfitto la mongola Enkhsaikhan Delgermaa al primo turno e la nigeriana Blessing Oborududu nella finale per il bronzo.

## Palmarès
- Giochi olimpici

Parigi 2024: bronzo nei 68 kg.
- Mondiali

Oslo 2021: bronzo nei 62 kg.
Belgrado 2022: bronzo nei 62 kg.
Belgrado 2023: bronzo nei 65 kg.
- Giochi asiatici

Hangzhou 2022: argento nei 62 kg.
- Campionati asiatici

Ulan Bator 2022: oro nei 62 kg.
Astana 2023: bronzo nei 62 kg.
Biškek 2024: oro nei 68 kg.
- Mondiali U23

Pontevedra 2022: oro nei 62 kg.
- Giochi olimpici giovanili

Buenos Aires 2018: oro nei 49 kg.
- Mondiali U23

Sofia 2022: oro nei 62 kg.